# FS E652 sorozat
Az FS E652 sorozat egy olasz B'B'B' tengelyelrendezésű villamosmozdony-sorozat. Összesen 175 db-ot gyártott belőle az ABB-Tecnomasio, az Ansaldo, a Fiat Ferroviaria, a SOFER, az ITIN, a Fiore-Casertane, a Metalmeccanica Lucana 1989 és 1996 között az FS részére.

## Története
Az E652 sorozat az FS E632 sorozat és FS E633 sorozat teljes mértékben elektronikusan működő mozdonyok továbbfejlesztése. 1989 és 1996 között összesen 176 ilyen hattengelyes, egymotoros forgóvázas mozdonyt szereztek be. Az E.632 és E.633 sorozatú mozdonyokkal ellentétben az E652 sorozatú mozdonyok digitális vezérlő- és diagnosztikai rendszerrel és nagyobb teljesítményű vontatómotorokkal rendelkeznek, amelyek akár 2200 voltos feszültségre is alkalmasak.
Az elődsorozathoz hasonlóan az E652-esek is ellenállásfékkel rendelkeznek. A fékenergia visszatáplálása a felsővezetékbe (rekuperációs fék) akkoriban még túl sok műszaki problémát okozott az olasz egyenáramú rendszerben, az alállomások egyenirányítói lehetetlenné tették az áram visszatáplálását a felsővezetékből az összekapcsolt hálózatba. Ezenkívül az olasz vonatbefolyásoló berendezések (beleértve a BACC-et is) nagyon szigorú követelményeket támasztottak a zavaró frekvenciák elnyomására vonatkozóan, amelyeket akkoriban észszerű erőfeszítésekkel sem lehetett volna teljesíteni.

## Felhasználása
Az E652 sorozatú mozdonyok Milánóban, Torinóban, Udinében és Nápolyban állomásoznak. Ezeket elsősorban a Brenner-vasútvonalon, a Mont-Cenis-vasútvonalon és a Velencétől Tarvisioig tartó Pontebbana vonalon használták nehéz tehervonatok vontatására.